# Улица Восход (Казань)
Улица Восход — улица в Московском районе города Казани.

## История
Улица возникла в составе Удельной слободы не позднее 1920 года под названием 5-я Удельная; во второй половине 1920-х годов переименована в 8-ю Союзную улицу. Решением Казгорисполкома от 19 октября 1964 года переименована в улицу Восход.
Первоначально улица имела малоэтажную деревянную застройку. В конце 1930-х годов на участке улицы между Восстания и Гагарина были построены кирпичные дома для фабрики «Киноплёнка». В то же время участок в конце улицы был отдан под застройку заводу «Пишмаш», однако к 1941 году он так и не был освоен, и участок перешёл к заводу № 124 (позднее — № 22), которым и были построены некоторые дома на чётной стороне улицы; участок между 11-й и 13-й Союзными улицам был застроен коттеджами для работников предприятия п/я 747 и фабрики № 8. Оставшаяся часть улицы в основном была застроена 5-9 этажными домами во второй половине 1960-х — первой половине 1970-х.
| Многоэтажная жилая застройка | Многоэтажная жилая застройка | Многоэтажная жилая застройка |
| № дома                       | Год постройки                | Количество этажей            |
| ---------------------------- | ---------------------------- | ---------------------------- |
| 2                            |                              | 6                            |
| 2А                           | 2004                         | 9                            |
| 3                            | 1972                         | 9                            |
| 5                            |                              | 5                            |
| 11                           | 1966                         | 5                            |
| 13                           | 1966                         | 5                            |
| 15                           | 1967                         | 5                            |
| 16                           | 2014                         | 18                           |
| 16/5                         | 2014                         | 18                           |
| 16/6                         | 2014                         | 18                           |
| 18/56                        |                              | 5                            |
| 19/58                        |                              | 5                            |
| 20                           |                              | 5                            |
| 21                           | 1937                         | 4                            |
| 22                           | 1957                         | 5                            |
| 23                           | 1937                         | 4                            |
| 25                           | 1959                         | 5                            |

После вхождения Удельной слободы в состав Казани улица административно относилась к слободе Восстания, входившей в 6-ю часть города; после введения в городе районного деления относилась к Заречному (позже — Пролетарскому, до 1934), Ленинскому (1934–1973), и Московскому районам.

## Расположение
Улица Восход пролегает с юга на север Московского района Казани от пересечения с улицами Серова и Баруди до железнодорожной насыпи перегона «Юдино-Дербышки» северного внутригородского железнодорожного хода Горьковской железной дороги. Соединяет территории Московского и Кировского районов города Казани (через улицу Баруди).
Улица Восход пересекает улицы:
- Блюхера
- Соловецких Юнг
- Шамиля Усманова
- Восстания
- Городская
- Гагарина
- Академика Королёва

## Общественный транспорт
Общественный транспорт начал ходить по улице не позднее второй половины 1970-х годов, когда через неё стал ходить автобус № 8 («улица Короленко» — «посёлок Левченко»), однако к концу 1980-х годов его маршрут стал пролегать через другие улицы. Вновь общественный транспорт появился на улице не позднее середины 1990-х годов (автобус № 17); также через улицу ходила «маршрутка» № 166. После ввода новой схемы движения автобусов в 2007 году через улицу стали ходить встречно-кольцевые маршруты № 10 и № 10а.
По пересекающей улицу Восход улице Восстания ранее ходили троллейбусы 4 и 10, а ближайшая трамвайная линия находится на улице Декабристов. Ближайшие станции метро — «Яшьлек» и «Северный вокзал».
В первой половине 1970-х по улицам Восход и Шамиля Усманова предполагалось провести троллейбусную линию.

## Объекты, расположенные на улице
- № 2 — жилой дом Казанского отделения Горьковской железной дороги.[26]
- №№ 3, 5а, 7 — жилые дома ПО «Оргсинтез».[27][28][29]
- № 5 — жилой дом треста «Союзтатгаз».[30]
- № 16а — «дача Елачича» (снесена). Построена до революции для члена Казанского окружного суда Михаила Елачича; в советское время в ней располагался детский дом, а затем детский сад № 95.[31][4][32]
- №№ 19/58, 21, 23 — жилые дома ИТР фабрики «Киноплёнка» (1936-1939 годы, архитектор Андрей Спориус).
- № 20 — жилой дом предприятия п/я 747.[33]
- № 25 — жилой дом фабрики № 8 (1959 год).[34][35]
- № 29 — школа № 99 имени Зои Космодемьянской.
- № 36 — здание Отдела полиции № 11 «Восход» УВД по городу Казани (бывшее здание УВД Московского района г. Казани)
- № 39 — здание ОАО «Электромеханический завод».
- № 45 — жилой дом ТЭЦ-2.[36]

## Известные жители
На улице проживал Кадыр Замальдинов — 1-й секретарь Татарского обкома ВЛКСМ (1958-1961).

### Комментарии
1. ↑  в 1920 году существовало 8 «удельных» улиц[4]

1. ↑  Линейка Яндекс.Карты. Дата обращения: 17 января 2011. Архивировано 12 марта 2016 года.
2. ↑  Переименована решением Исполкома г. Казани от 19.10.1964 N 719
3. ↑  Налоговая справка
4. 1 2  Справочник по городу Казани и Казанской губернии на 1920 г. Ч. 1. Центральные, губернские и уездные установления. Казань, 1920. kitap.tatar.ru. Дата обращения: 31 августа 2020. Архивировано 10 октября 2021 года.
5. ↑  Султанбеков, Булат  Файзрахманович. Не навреди: размышления историка:  историко-публицистические очерки, новые открытия. — Казань: Татарское  книжное издательство, 1999. — 180 с. — ISBN 5298007996.
6. ↑  О Реестре названий улиц города Казани от 03 февраля 2016 - docs.cntd.ru. docs.cntd.ru. Дата обращения: 26 апреля 2022. Архивировано 26 октября 2021 года.
7. ↑  Казань. Было-стало - 37 - Мы из Советского Союза - 24 января - 43994988605 - Медиаплатформа МирТесен. Мы из Советского Союза - МирТесен. Дата обращения: 26 апреля 2022.
8. ↑  Саначин, Сергей Павлович. Экскурс в архитектурную жизнь советской Казани: иллюстрированное повествование на стыке истории и градостроительства в 1918-1991 гг. — Foliant, 2015. — 238 с. — ISBN 978-5-905576-46-1. Архивировано 14 июня 2021 года.
9. ↑  Маршрутный лист. Что исследовать в Московском районе. Инде. Дата обращения: 26 апреля 2022. Архивировано 23 октября 2021 года.
10. ↑  Решение исполкома Казгорсовета № 59 от 29 января 1958 года
11. ↑  Казань, Улица Восход — Список зданий. photobuildings.com. Дата обращения: 26 апреля 2022. Архивировано 26 апреля 2022 года.
12. ↑  Народный комиссариат внутренних дел Татарской АССР. Приложение: План г. Казани со слободами // Справочник-путеводитель по городу Казани с приложением плана города со слободами / Успенский В. А.. — Казань: типография «Печать», 1926. — 93 с. Архивировано 31 декабря 2022 года.
13. ↑  Сутанбеков Б. Ф.[тат.]. Не навреди: размышления историка:  историко-публицистические очерки, новые открытия. — Казань: Татарское  книжное издательство, 1999. — 180 с. — ISBN 5298007996.
14. ↑  Список посёлков, слобод и улиц, входящих в черту г.  Казани // Вся Казань: Справочная книга по городу  Казани / Сост.: М. Бубеннов, Н. Козлова, А. Никольский, Р. Левин, И. Ефремова, В. Никольский, В.  Берлянд, Н. Соколов, В.  Мартынов. — Казань: Редакция газеты «Красная Татария» — «Кызыл Татарстан», 1940. — С. 265. — 286 с. — 4250 экз.
15. ↑  Список улиц и переулков Бауманского и Дзержинского районов г. Казани по состоянию на 15 июня 1942 г. (фонд Р1583, опись 4, дело 23). — Государственный архив Республики Татарстан. — 15 с.
16. ↑  Схематическая карта районов Казани 1957  года. www.etomesto.ru. Дата обращения: 20 февраля 2022. Архивировано 4 декабря 2021 года.
17. ↑  Казанский почтамт Министерства связи СССР. Справочник для сортировки входящих почтовых  отправлений и печати в городе  Казани / Н. П.  Буяновский. — Казань, 1965. — 68 с.
18. ↑  Министерство автомобильного транспорта и шоссейных дорог  РСФСР; Татарское Транспортное Управление. Справочник для определения расстояний между  различными пунктами по гор.  Казани / А. М. Камалеев. — Казань: Комбинат печати  имени Камиля Якуба, 1970. — 470 с. — 5000 экз.
19. ↑  Справочник по сортировке письменной входящей  корреспонденции, периодической печати и телеграмм в городе Казани / В. И. Малышева, Т. В. Невретдинова. — Казань, 1981. — 111 с.
20. ↑  Амиров, Кафиль Фахразеевич. Казань — где эта улица, где этот дом? Справочник улиц города Казани. — Казань: «Казань», 1995. — 320 с. — ISBN 9785859030125. Архивировано 30 июня 2022 года.
21. ↑  Справочник почтово-телеграфных индексов г.  Казани. — 1996. — 52 с.
22. ↑  Туристическая схема Казани 1977 года. www.etomesto.ru. Дата обращения: 27 апреля 2022. Архивировано 27 мая 2022 года.
23. ↑  Вечерняя Казань №187 (22 ноября 1995). — Казань, 1995. — С. 3. — 4 с.
24. ↑  Программа визуализации транспортного потока пассажирского транспорта города Казани (07.09.2006). web.archive.org. Дата обращения: 18 апреля 2022. Архивировано 28 ноября 2006 года.
25. ↑  Справка о выполнении плана проектно-изыскательских работ за 1973 год по Трамвайно-троллейбусному управлению (приложение к решению исполкома Казгорсовета № 102 от 13 февраля 1974 года)
26. ↑  Распоряжение главы администрации г. Казани № 518р от 25 мая 1998 года «О передаче жилого фонда Казанского отделения Горьковской железной дороги в коммунальную собственность города Казани»
27. ↑  Решение Исполкома Казанского городского Совета народных депутатов № 329 от 13 апреля 1983 года
28. ↑  Решение Исполкома Казанского городского Совета народных депутатов № 366 от 24 апреля 1985 года
29. ↑  Решение Исполкома Казанского городского Совета народных депутатов № 774 от 25 июня 1986 года
30. ↑  Решение Ленинского райсовета депутатов трудящихся № 413 от 25 апреля 1978 года
31. ↑  Маршрутный лист. Что исследовать в Московском районе. Инде. Дата обращения: 27 апреля 2022. Архивировано 23 октября 2021 года.
32. 1 2  Министерство связи СССР, Казанская городская телефонная сеть. Список абонентов Казанской городской телефонной сети / сост. М. Даутов. — Казань: Комбинат печати имени Камиля Якуба, 1969. — 534 с.
33. ↑  Решение исполкома Казанского городского Совета народных депутатов № 680 от 8 июня 1988 года
34. ↑  Решение Исполкома Казгорсовета № 32 от 8 декабря 1958 года
35. ↑  Казань, Улица Восход, 25 – 1-418-2. photobuildings.com. Дата обращения: 19 мая 2022. Архивировано 26 апреля 2022 года.
36. ↑  Документы о передаче в муниципальную собственность г. Казани объектов ул. Тэцевская, 9а, 13а, 23, ул. Восход, 45, дорога по Сафиуллина-Габишева, клуб "Энергетик" по ул. Гудованцева, 45а, жилой дом по ул. Сабан, 76 и ул. Агрызская, 4 (дополнительное соглашение к договору 2/6 от 01. 07. 2002, акты) за 2004 года (Государственный архив Республики Татарстан, фонд Р2376, опись 1, дело 9397)